# Global Hotel Alliance
Die Global Hotel Alliance (GHA) ist ein 2004 gegründeter Zusammenschluss unabhängiger Hotelmarken. Ein bekanntes Mitglied ist Kempinski.

## Details
Die Allianz möchte sowohl Vorteile für die beteiligten Hotelmarken als auch für die Gäste schaffen. Die GHA nutzt eine gemeinsame Technologieplattform und betreibt seit 2010 das Treueprogramm Discovery, das weltweit 550 Hotels und 33 unabhängigen Luxushotelmarken umfasst.
2019 hatte die Allianz über 110.000 Zimmer in 78 verschiedenen Ländern sowie 15 Millionen Mitglieder.